# هاني محمود (وزير)
هانى محمود (الاسم الكامل: هاني محمد محمود عبد المجيد علي عبد العزيز) (يونيو 1958 -) هو وزير الاتصالات وتكنولوجيا المعلومات بوزارة هشام قنديل، حصل على درجة البكالوريوس في هندسة الاتصالات من جامعة الإسكندرية عام 1981، وأدى الخدمة العسكرية عام 1982.

## حياته العملية
بدأ حياته العملية في شركة «زيروكس» العالمية حتى 1999، حيث تدرج فيها حتى وصل إلى المناصب القيادية في الشركة على مستوى الشرق الأوسط وإفريقيا وأوروبا، إضافة إلى حصوله على العديد من الدورات الدراسية والتدريبية في العديد من فروع القيادة وإدارة المؤسسات، وعمل كاستشارى لإدارة التغيير وجودة نظم العمل بشركة «آفنتيس فارما».
تولى هاني محمود رئاسة الجمعية المصرية لإدارة الموارد البشرية «إي أتش آر إم إيه» لمدة ست سنوات، فضلاً عن كونه عضوًا بنقابة المهندسين، وبالغرفة التجارية الأمريكية.
عمل المهندس هاني محمود بشركة فودافون مصر منذ عام 2000، كمدير عام الموارد البشرية والشئون القانونية، وذلك لمدة خمس سنوات، ثم تولى منصب نائب رئيس شركة فودافون تركيا حتى عام 2007، ونائبا لرئيس فرع الشركة بمصر حتى 2008، إلى أن تم تعيينه المدير العام الإقليمى لوسط أوروبا وأفريقيا لـ«فودافون» عام 2010، والتي تضم 12 دولة أوروبية وإفريقية.
ثم عاد إلى مصر عقب ثورة 25 يناير ليرأس الهيئة القومية للبريد، والتي لم يستمر بها سوى 3 أشهر فقط بسبب كثرة المطالب الفئوية للعاملين بالهيئة، وفي النهاية تم تكليفه بتولي حقيبة الاتصالات وتكنولوجيا المعلومات في حكومة المهندس هشام قنديل خلفا للدكتور محمد سالم.